# Youssef Mohamad
Youssef Wasef Mohamad (Beirut, 1º luglio 1980) è un allenatore di calcio ed ex calciatore libanese, di ruolo difensore, attuale vice commissario tecnico della Nazionale libanese.

## Carriera

### Giocatore

#### Club

##### Inizi
Cresciuto nel Safa, ha debuttato in prima squadra nel 1999. Ha militato nelle file del club gialloblu fino al 2002. Nel 2002 è passato all'Olympic Beirut. Ha militato nel club biancoblu per due stagioni, vincendo un campionato ed una Coppa di Libano.

##### Germania: Friburgo e Colonia
Nel 2004 si è trasferito in Germania, al Friburgo. Il debutto con il club rossonero è avvenuto il 7 agosto 2004, nell'incontro di campionato Friburgo-Hansa Rostock (0-0). Ha militato nel club rossonero per tre stagioni, totalizzando 93 presenze e 10 reti.
Nel 2007 si è trasferito al Colonia, che ha pagato 1,5 milioni di euro per il suo cartellino. Il debutto in campionato è avvenuto il 31 agosto 2007, in TSV Monaco 1860-Colonia (1-1). Ha militato nel club biancorosso fino al 2011, totalizzando 129 presenze e 13 reti.

##### Ultimi anni: Al-Ahli e Nejmeh
Nel 2011 si è trasferito all'Al-Ahli, club degli Emirati Arabi Uniti, con cui ha firmato un contratto biennale. Il debutto nel nuovo campionato è avvenuto il 15 ottobre 2011, in Al-Jazira-Al-Ahli (4-0). Ha militato nel club emiratino fino al 2014, totalizzando 35 presenze e 3 reti in campionato.
Rimasto svincolato al termine della stagione 2013-2014, nel 2016 è stato ingaggiato dal Nejmeh, con cui ha concluso la propria carriera da calciatore nello stesso anno.

#### Nazionale
Ha debuttato in Nazionale il 22 giugno 1997, in Libano-Kuwait (1-3). Ha messo a segno la sua prima rete con la maglia della Nazionale il 25 giugno 2000, in Libano-Kuwait (3-1). Ha partecipato, con la selezione libanese, alla Coppa d'Asia 2000, ai Giochi panarabi 1999, alla Coppa araba 2002 e alle edizioni 2000, 2002 e 2004 del Campionato della Federazione dell'Asia occidentale. È sceso in campo, inoltre, nelle qualificazioni ai Mondiali 1998, 2006, 2014 e 2018, nelle qualificazioni alla Coppa d'Asia 2004 e 2015. Ha collezionato in totale, con la maglia della Nazionale, 78 presenze e 3 reti, risultando il quarto calciatore per numero di presenze con la maglia della selezione libanese.

### Allenatore
Terminata la carriera da calciatore, nel 2016 è entrato nello staff della Nazionale libanese. Nel 2022 è diventato vice commissario tecnico della Nazionale libanese.

## Statistiche

### Cronologia presenze e reti in nazionale
| Cronologia completa delle presenze e delle reti in nazionale ― Libano | Cronologia completa delle presenze e delle reti in nazionale ― Libano | Cronologia completa delle presenze e delle reti in nazionale ― Libano | Cronologia completa delle presenze e delle reti in nazionale ― Libano | Cronologia completa delle presenze e delle reti in nazionale ― Libano | Cronologia completa delle presenze e delle reti in nazionale ― Libano | Cronologia completa delle presenze e delle reti in nazionale ― Libano | Cronologia completa delle presenze e delle reti in nazionale ― Libano |
| Data                                                                  | Città                                                                 | In casa                                                               | Risultato                                                             | Ospiti                                                                | Competizione                                                          | Reti                                                                  | Note                                                                  |
| --------------------------------------------------------------------- | --------------------------------------------------------------------- | --------------------------------------------------------------------- | --------------------------------------------------------------------- | --------------------------------------------------------------------- | --------------------------------------------------------------------- | --------------------------------------------------------------------- | --------------------------------------------------------------------- |
| 22-6-1997                                                             | Beirut                                                                | Libano                                                                | 1 – 3                                                                 | Kuwait                                                                | Qual. Mondiali 1998                                                   | -                                                                     |                                                                       |
| 16-8-1999                                                             | Amman                                                                 | Libano                                                                | 2 – 1                                                                 | Arabia Saudita                                                        | Giochi panarabi 1999                                                  | -                                                                     |                                                                       |
| 20-8-1999                                                             | Amman                                                                 | Emirati Arabi Uniti                                                   | 2 – 0                                                                 | Libano                                                                | Giochi panarabi 1999                                                  | -                                                                     |                                                                       |
| 23-8-1999                                                             | Amman                                                                 | Giordania                                                             | 1 – 3                                                                 | Libano                                                                | Giochi panarabi 1999                                                  | -                                                                     |                                                                       |
| 25-8-1999                                                             | Irbid                                                                 | Oman                                                                  | 1 – 1                                                                 | Libano                                                                | Amichevole                                                            | -                                                                     |                                                                       |
| 27-8-1999                                                             | Irbid                                                                 | Iraq                                                                  | 4 – 0                                                                 | Libano                                                                | Giochi panarabi 1999                                                  | -                                                                     |                                                                       |
| 24-11-1999                                                            | Beirut                                                                | Libano                                                                | 0 – 0                                                                 | Malta                                                                 | Amichevole                                                            | -                                                                     |                                                                       |
| 15-12-1999                                                            | La Valletta                                                           | Malta                                                                 | 1 – 0                                                                 | Libano                                                                | Amichevole                                                            | -                                                                     |                                                                       |
| 23-2-2000                                                             | Tripoli                                                               | Libano                                                                | 1 – 1                                                                 | Giordania                                                             | Amichevole                                                            | -                                                                     |                                                                       |
| 8-3-2000                                                              | Amman                                                                 | Giordania                                                             | 1 – 1                                                                 | Libano                                                                | Amichevole                                                            | -                                                                     |                                                                       |
| 23-5-2000                                                             | Amman                                                                 | Libano                                                                | 1 – 2                                                                 | Iraq                                                                  | Campionato Fed. Asia Occidentale 2000                                 | -                                                                     |                                                                       |
| 25-5-2000                                                             | Amman                                                                 | Giordania                                                             | 2 – 0                                                                 | Kirghizistan                                                          | Campionato Fed. Asia Occidentale 2000                                 | -                                                                     |                                                                       |
| 27-5-2000                                                             | Amman                                                                 | Giordania                                                             | 0 – 0                                                                 | Libano                                                                | Campionato Fed. Asia Occidentale 2000                                 | -                                                                     |                                                                       |
| 25-6-2000                                                             | Tripoli                                                               | Libano                                                                | 3 – 1                                                                 | Kuwait                                                                | Amichevole                                                            | 1                                                                     |                                                                       |
| 7-9-2000                                                              | Khiara                                                                | Libano                                                                | 0 – 1                                                                 | Emirati Arabi Uniti                                                   | Amichevole                                                            | -                                                                     | 67’                                                                   |
| 27-9-2000                                                             | Larnaca                                                               | Cipro                                                                 | 2 – 5                                                                 | Libano                                                                | Amichevole                                                            | 1                                                                     |                                                                       |
| 10-9-2000                                                             | Beirut                                                                | Libano                                                                | 2 – 2                                                                 | Emirati Arabi Uniti                                                   | Amichevole                                                            | -                                                                     |                                                                       |
| 12-10-2000                                                            | Beirut                                                                | Libano                                                                | 0 – 4                                                                 | Iran                                                                  | Coppa d'Asia 2000 - Gironi                                            | -                                                                     |                                                                       |
| 15-10-2000                                                            | Beirut                                                                | Libano                                                                | 2 – 2                                                                 | Iraq                                                                  | Coppa d'Asia 2000 - Gironi                                            | -                                                                     | 89’                                                                   |
| 1-9-2002                                                              | Damasco                                                               | Libano                                                                | 0 – 1                                                                 | Giordania                                                             | Campionato Fed. Asia Occidentale 2002                                 | -                                                                     |                                                                       |
| 3-9-2002                                                              | Damasco                                                               | Iran                                                                  | 2 – 0                                                                 | Libano                                                                | Campionato Fed. Asia Occidentale 2002                                 | -                                                                     |                                                                       |
| 12-12-2002                                                            | Kuwait City                                                           | Arabia Saudita                                                        | 1 – 1                                                                 | Libano                                                                | Amichevole                                                            | -                                                                     |                                                                       |
| 19-12-2002                                                            | Kuwait City                                                           | Arabia Saudita                                                        | 1 – 0                                                                 | Libano                                                                | Coppa araba 2002 - Gironi                                             | -                                                                     | 60’                                                                   |
| 21-12-2002                                                            | Kuwait City                                                           | Siria                                                                 | 4 – 1                                                                 | Libano                                                                | Coppa araba 2002 - Gironi                                             | -                                                                     | 52’                                                                   |
| 24-12-2002                                                            | Kuwait City                                                           | Libano                                                                | 4 – 2                                                                 | Yemen                                                                 | Coppa araba 2002 - Gironi                                             | -                                                                     |                                                                       |
| 26-12-2002                                                            | Kuwait City                                                           | Libano                                                                | 0 – 0                                                                 | Bahrein                                                               | Coppa araba 2002 - Gironi                                             | -                                                                     |                                                                       |
| 22-8-2003                                                             | Beirut                                                                | Libano                                                                | 1 – 0                                                                 | Siria                                                                 | Amichevole                                                            | -                                                                     |                                                                       |
| 4-9-2003                                                              | Pyongyang                                                             | Corea del Nord                                                        | 0 – 1                                                                 | Libano                                                                | Qual. Coppa d'Asia 2004                                               | -                                                                     |                                                                       |
| 19-9-2003                                                             | Riffa                                                                 | Bahrein                                                               | 4 – 3                                                                 | Libano                                                                | Amichevole                                                            | 1                                                                     |                                                                       |
| 17-10-2003                                                            | Amman                                                                 | Giordania                                                             | 1 – 0                                                                 | Libano                                                                | Qual. Coppa d'Asia 2004                                               | -                                                                     |                                                                       |
| 3-11-2003                                                             | Beirut                                                                | Libano                                                                | 1 – 1                                                                 | Corea del Nord                                                        | Qual. Coppa d'Asia 2004                                               | -                                                                     |                                                                       |
| 12-11-2003                                                            | Beirut                                                                | Libano                                                                | 0 – 2                                                                 | Giordania                                                             | Qual. Coppa d'Asia 2004                                               | -                                                                     | 48’                                                                   |
| 19-11-2003                                                            | Beirut                                                                | Libano                                                                | 0 – 3                                                                 | Iran                                                                  | Qual. Coppa d'Asia 2004                                               | -                                                                     | 42’                                                                   |
| 16-12-2003                                                            | Paphos                                                                | Kuwait                                                                | 2 – 0                                                                 | Libano                                                                | Amichevole                                                            | -                                                                     |                                                                       |
| 18-12-2003                                                            | Paphos                                                                | Kuwait                                                                | 0 – 0                                                                 | Libano                                                                | Amichevole                                                            | -                                                                     |                                                                       |
| 8-2-2004                                                              | Beirut                                                                | Libano                                                                | 2 – 1                                                                 | Bahrein                                                               | Amichevole                                                            | -                                                                     | 46’                                                                   |
| 18-2-2004                                                             | Suwon                                                                 | Corea del Sud                                                         | 2 – 0                                                                 | Libano                                                                | Qual. Mondiali 2006                                                   | -                                                                     |                                                                       |
| 23-3-2004                                                             | Jounieh                                                               | Libano                                                                | 0 – 1                                                                 | Siria                                                                 | Amichevole                                                            | -                                                                     |                                                                       |
| 31-3-2004                                                             | Nam Định                                                              | Vietnam                                                               | 0 – 2                                                                 | Libano                                                                | Qual. Mondiali 2006                                                   | -                                                                     |                                                                       |
| 9-6-2004                                                              | Beirut                                                                | Libano                                                                | 3 – 0                                                                 | Maldive                                                               | Qual. Mondiali 2006                                                   | -                                                                     |                                                                       |
| 17-6-2004                                                             | Teheran                                                               | Iran                                                                  | 4 – 0                                                                 | Libano                                                                | Campionato Fed. Asia Occidentale 2004                                 | -                                                                     |                                                                       |
| 19-6-2004                                                             | Teheran                                                               | Siria                                                                 | 3 – 1                                                                 | Libano                                                                | Campionato Fed. Asia Occidentale 2004                                 | -                                                                     |                                                                       |
| 3-7-2004                                                              | Chongqing                                                             | Cile                                                                  | 6 – 0                                                                 | Libano                                                                | Amichevole                                                            | -                                                                     |                                                                       |
| 8-9-2004                                                              | Malé                                                                  | Maldive                                                               | 2 – 5                                                                 | Libano                                                                | Qual. Mondiali 2006                                                   | -                                                                     |                                                                       |
| 13-10-2004                                                            | Beirut                                                                | Libano                                                                | 1 – 1                                                                 | Corea del Sud                                                         | Qual. Mondiali 2006                                                   | -                                                                     |                                                                       |
| 22-2-2006                                                             | Beirut                                                                | Libano                                                                | 1 – 1                                                                 | Kuwait                                                                | Qual. Coppa d'Asia 2007                                               | -                                                                     |                                                                       |
| 2-9-2011                                                              | Goyang                                                                | Corea del Sud                                                         | 6 – 0                                                                 | Libano                                                                | Qual. Mondiali 2014                                                   | -                                                                     | 80’                                                                   |
| 11-10-2011                                                            | Beirut                                                                | Libano                                                                | 2 – 2                                                                 | Kuwait                                                                | Qual. Mondiali 2014                                                   | -                                                                     |                                                                       |
| 11-11-2011                                                            | Kuwait City                                                           | Kuwait                                                                | 0 – 1                                                                 | Libano                                                                | Qual. Mondiali 2014                                                   | -                                                                     | 12’                                                                   |
| 29-2-2012                                                             | Abu Dhabi                                                             | Emirati Arabi Uniti                                                   | 4 – 2                                                                 | Libano                                                                | Qual. Mondiali 2014                                                   | -                                                                     |                                                                       |
| 3-6-2012                                                              | Beirut                                                                | Libano                                                                | 0 – 1                                                                 | Qatar                                                                 | Qual. Mondiali 2014                                                   | -                                                                     |                                                                       |
| 8-6-2012                                                              | Beirut                                                                | Libano                                                                | 1 – 1                                                                 | Uzbekistan                                                            | Qual. Mondiali 2014                                                   | -                                                                     |                                                                       |
| 12-6-2012                                                             | Goyang                                                                | Corea del Sud                                                         | 3 – 0                                                                 | Libano                                                                | Qual. Mondiali 2014                                                   | -                                                                     |                                                                       |
| 6-9-2012                                                              | Beirut                                                                | Libano                                                                | 0 – 3                                                                 | Australia                                                             | Amichevole                                                            | -                                                                     | 46’                                                                   |
| 11-9-2012                                                             | Beirut                                                                | Libano                                                                | 1 – 0                                                                 | Iran                                                                  | Qual. Mondiali 2014                                                   | -                                                                     |                                                                       |
| 16-10-2012                                                            | Saida                                                                 | Libano                                                                | 2 – 1                                                                 | Yemen                                                                 | Amichevole                                                            | -                                                                     |                                                                       |
| 14-11-2012                                                            | Doha                                                                  | Qatar                                                                 | 1 – 0                                                                 | Libano                                                                | Qual. Mondiali 2014                                                   | -                                                                     | 81’                                                                   |
| 15-1-2013                                                             | Saida                                                                 | Libano                                                                | 0 – 0                                                                 | Gabon                                                                 | Amichevole                                                            | -                                                                     |                                                                       |
| 31-1-2013                                                             | Doha                                                                  | Qatar                                                                 | 1 – 0                                                                 | Libano                                                                | Amichevole                                                            | -                                                                     |                                                                       |
| 6-2-2013                                                              | Teheran                                                               | Iran                                                                  | 5 – 0                                                                 | Libano                                                                | Qual. Coppa d'Asia 2015                                               | -                                                                     |                                                                       |
| 17-3-2013                                                             | Riffa                                                                 | Bahrein                                                               | 0 – 0                                                                 | Libano                                                                | Amichevole                                                            | -                                                                     |                                                                       |
| 22-3-2013                                                             | Beirut                                                                | Libano                                                                | 5 – 2                                                                 | Thailandia                                                            | Qual. Coppa d'Asia 2015                                               | -                                                                     |                                                                       |
| 26-3-2013                                                             | Tashkent                                                              | Uzbekistan                                                            | 1 – 0                                                                 | Libano                                                                | Qual. Mondiali 2014                                                   | -                                                                     |                                                                       |
| 4-6-2013                                                              | Beirut                                                                | Libano                                                                | 1 – 1                                                                 | Corea del Sud                                                         | Qual. Mondiali 2014                                                   | -                                                                     | 88’                                                                   |
| 19-2-2014                                                             | Beirut                                                                | Libano                                                                | 3 – 1                                                                 | Pakistan                                                              | Qual. Mondiali 2014                                                   | -                                                                     |                                                                       |
| 5-3-2014                                                              | Bangkok                                                               | Thailandia                                                            | 2 – 5                                                                 | Libano                                                                | Qual. Coppa d'Asia 2015                                               | -                                                                     |                                                                       |
| 24-5-2014                                                             | Saida                                                                 | Libano                                                                | 2 – 2                                                                 | Siria                                                                 | Amichevole                                                            | -                                                                     |                                                                       |
| 30-5-2014                                                             | Irbid                                                                 | Giordania                                                             | 0 – 0                                                                 | Libano                                                                | Amichevole                                                            | -                                                                     |                                                                       |
| 11-6-2015                                                             | Saida                                                                 | Libano                                                                | 0 – 1                                                                 | Kuwait                                                                | Qual. Mondiali 2018                                                   | -                                                                     | 13’                                                                   |
| 16-6-2015                                                             | Vientiane                                                             | Laos                                                                  | 0 – 2                                                                 | Libano                                                                | Qual. Mondiali 2018                                                   | -                                                                     |                                                                       |
| 25-8-2015                                                             | Saida                                                                 | Libano                                                                | 2 – 3                                                                 | Iraq                                                                  | Amichevole                                                            | -                                                                     |                                                                       |
| 31-8-2015                                                             | Saida                                                                 | Libano                                                                | 0 – 0                                                                 | Palestina                                                             | Amichevole                                                            | -                                                                     |                                                                       |
| 8-9-2015                                                              | Beirut                                                                | Libano                                                                | 0 – 3                                                                 | Corea del Sud                                                         | Qual. Mondiali 2018                                                   | -                                                                     |                                                                       |
| 8-10-2015                                                             | Bangkok                                                               | Birmania                                                              | 0 – 2                                                                 | Libano                                                                | Qual. Mondiali 2018                                                   | -                                                                     |                                                                       |
| 13-10-2015                                                            | Kuwait City                                                           | Kuwait                                                                | 0 – 0                                                                 | Libano                                                                | Qual. Mondiali 2018                                                   | -                                                                     |                                                                       |
| 12-11-2015                                                            | Beirut                                                                | Libano                                                                | 7 – 0                                                                 | Laos                                                                  | Qual. Mondiali 2018                                                   | 1                                                                     | 70’                                                                   |
| 5-2-2016                                                              | Riffa                                                                 | Bahrein                                                               | 2 – 0                                                                 | Libano                                                                | Amichevole                                                            | -                                                                     |                                                                       |
| 14-2-2016                                                             | Dubai                                                                 | Uzbekistan                                                            | 2 – 0                                                                 | Libano                                                                | Amichevole                                                            | -                                                                     |                                                                       |
| 24-3-2016                                                             | Ansan                                                                 | Corea del Sud                                                         | 1 – 0                                                                 | Libano                                                                | Qual. Mondiali 2018                                                   | -                                                                     |                                                                       |
| 29-3-2016                                                             | Saida                                                                 | Libano                                                                | 1 – 1                                                                 | Birmania                                                              | Qual. Mondiali 2018                                                   | -                                                                     | 90’                                                                   |
| Totale                                                                |                                                                       | Presenze (4º posto)                                                   | 81                                                                    |                                                                       | Reti                                                                  | 4                                                                     |                                                                       |

## Palmarès

### Club

#### Competizioni nazionali
- Prima Divisione (Libano): 1

Olympic Beirut: 2002-2003
- Coppa di Libano: 1

Olympic Beirut: 2003
- Coppa del Presidente degli Emirati Arabi Uniti: 1

Al-Ahli: 2013
- Lega professionistica degli Emirati Arabi Uniti: 1

Al-Ahli: 2013-2014